# Leo Bengtsson
Erik Martin Leo Bengtsson (ur. 26 maja 1998 w Sztokholmie) – szwedzki piłkarz występujący na pozycji pomocnika w polskim klubie Lech Poznań.

## Sukcesy
BK Häcken
- mistrzostwo Szwecji: 2022

Aris Limassol
- mistrzostwo Cypru: 2022/23